# Von Höpken
von Höpken var svensk adelsätt inkommen från Tyskland, adlad i Sverige 1649 och introducerad 1719. Två grenar upphöjdes till friherrligt stånd, nr. 161 1719 och nr. 280 1771 och en nr. 89 till grevligt stånd 1763. Alla ätterna är nu utslocknade i Sverige.
Ätten antas komma från England med namnet Höpking. Förste kände stamfader lär vara en Claus Hoepke, som i början av 1500-talet var bosatt i Bremen. Hans sonsons son, Nikolaus Höpke (1601–1671), var geheimekammarråd och kansliråd i Bremen och när Bremen tillföll Sverige efter trettioåriga kriget 1649 erhöll han den 6 februari samma år svenskt adelskap under namnet von Höpken. Den 2 augusti 1652 utnämndes han till regeringsråd i Bremen.
Från hans sonsöner, Daniel Niklas och Karl Otto härstammar två olika friherrliga ätter. Daniel Niklas blev 1719 friherre ochvar stamfader till de n längst levande grenen av ätten. Karl Otto blev friherre 1771, men linjen utslocknade med honom 1782. Daniel Niklas son, Anders Johan von Höpken blev 1762 stamfar för grevliga ätten som dog ut 1826.
Den adliga ätten von Höpken ättenummer 1414 utslocknade i Sverige i början av 1800-talet och kvar efter 1826 blev endast den friherrliga ätten nr. 161. Den utslocknade 1952 med Nils von Lantinghausen von Höpken.

## Personer med efternamnet von Höpken
- Anders Johan von Höpken (1712–1789), greve och politiker
- Arvid Niclas von Höpken (1710–1778), friherre, militär och kompositör
- Carl Fredrik von Höpken (1713–1778), friherre, diplomat och politiker
- Carl Otto von Höpken (1715–1782), diplomat och politiker
- Daniel Niklas von Höpken (1669–1741), friherre och statsman
- Nils von Lantinghausen von Höpken (1876–1952), friherre, godsägare och löjtnant
- Nils Albrekt von Lantingshausen von Höpken (1811–1868), friherre, hovmarskalk och löjtnant
- Nils Albrekt Stefan von Lantingshausen von Höpken (1846–1906), godsägare, landskapsmålare och fartygskonstruktör
- Ulla von Höpken (1749–1810), statsfru